# Италианска футболна федерация
Италианската футболна федерация (на италиански: Federazione Italiana Giuoco Calcio, FIGC), също позната като Федеркалчо, е управляващият футболен орган на Италия със седалище в столицата Рим. Организира местните Италиански лиги, Копа Италия, като също така ръководи националните отбори по футбол на страната за мъже и жени. Учредителен член е на ФИФА и на УЕФА.

## История
Федерацията е основана през 1898 г., когато футболът в страната тепърва прохожда и се нуждае от официална структура, за да може да се развива. Първите ръководители са Марио Викари и Луиджи Д'Овидио.
На 2 април 2007 г. с 264 от 271 вота, е избран новият президент на федерацията Джанкарло Абете.
На 2 декември 2008 г. бордът на италианския футбол обявява Топ десет на най-великите италиански футболисти за всички времена:
1. ↑  www.figc.it //   Посетен на 25 юни 2021 г.